# Жагар, Олег Александрович
Оле́г Алекса́ндрович Жа́гар (9 февраля 1922, Оренбург — 1987) — советский архитектор, художник, лауреат Государственной премии СССР.

## Биография
Отец, Александр Иванович Жагар (1893—1936) — советский государственный деятель, специалист в области сельского хозяйства, директор Московской сельскохозяйственная академии им. К. А. Тимирязева.
Олег Жагар участвовал в Великой Отечественной войне. Был призван в Красную армию в 1941 году, с февраля 1942 на фронте. Служил в 221-й, 41-й гвардейской и 78-й стрелковой дивизиях. Неоднократно ранен, в том числе дважды тяжело. За «проявленные бесстрашие и стойкость» награждён орденом Красной Звезды. После окончания войны некоторое время служил в Потсдаме, в советской военной администрации. Вышел в запас в 1951 году.
Учился в Московском архитектурном институте, где подружился с Георгием Данелией. Вместе с ним работал в Институте проектирования городов.
Участвовал в планировочно-проектных работах жилых районов города Тольятти. Автор проекта комплексных общежитий в Автозаводском районе города. Коллектив архитекторов, в который входил Олег Жагар, был награждён Государственной премией за архитектуру новых жилых районов Тольятти (1973).
Позднее был начальником управления по жилищному строительству Госгражданстроя.
Близкий друг известного философа Арсения Гулыги, сам также писал философские статьи.

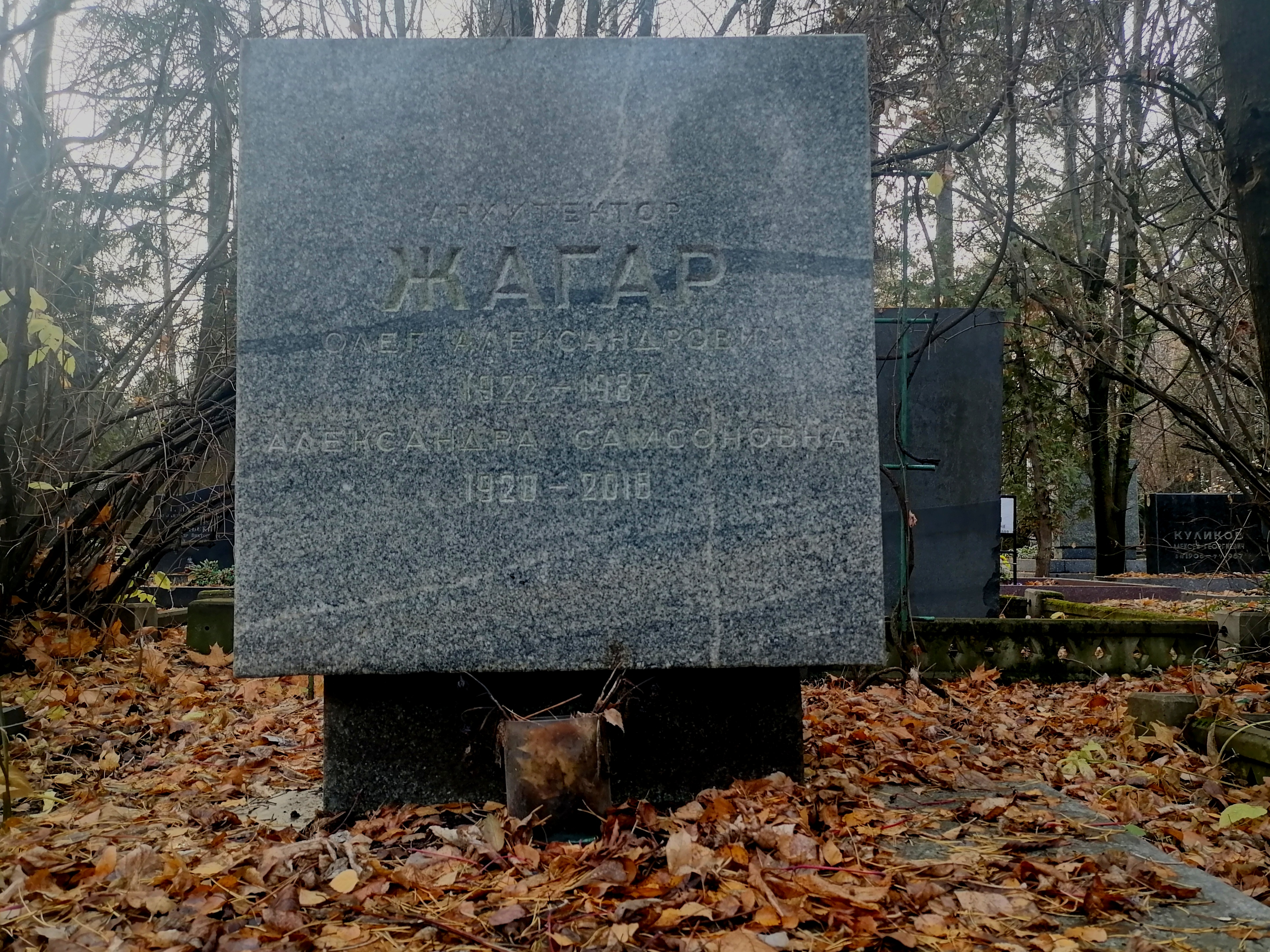
Могила на Кунцевском кладбище

Похоронен на Кунцевском кладбище (10 участок).